# Myosotis baetica
Myosotis baetica är en strävbladig växtart som först beskrevs av Pérez Lara, och fick sitt nu gällande namn av M.L. Rocha Afonso. Myosotis baetica ingår i släktet förgätmigejer, och familjen strävbladiga växter. Inga underarter finns listade i Catalogue of Life.